# Sleim Ammar
Sleim Ammar (em árabe: سليم عمار, nome completo Abdessalem Ben Hedi Ammar, 30 de junho de 1927 - 6 de novembro de 1999) foi um médico, psiquiatra e escritor tunesino, considerado um dos fundadores da psiquiatria no Magrebe. 

## Biografia
Nascido em 30 de junho 1927 em Sousse, terminou sua carreira estudantil com um doutorado em medicina na Faculdade de Medicina de Paris em 1954. Tornou-se professor honorário de psiquiatria e psicologia médica na Faculdade de Medicina de Tunes em 1984.
Ele chefiou a Associação Tunesina de Ciências Médicas e foi membro da Associação de Psiquiatras do Magrebe Francês e da Associação Internacional para a História da Medicina. Ele também foi vice-presidente da Sociedade Internacional para a História da Medicina em 1994.
Sleim Ammar é considerado um dos pioneiros da psiquiatria norte-africana, e conhecido pelos seus poemas em francês e árabe. Ele também é membro correspondente da Academia Árabe de Damasco.
Ammar faleceu em 6 de novembro de 1999 no Plessis-Robinson.

## Trabalhos
- Poème de la médecine arabe, Tunis, Alif, 1990, 153 p. (ISBN 978-9973716187).
- Autopsie de la guerre, Tunis, L'Art de la composition, 1992, 168 p. (ISBN 978-9973172563).
- Poème de la folie, Tunis, L'Art de la composition, 1993, 302 p. (ISBN 978-9973173843).[5]
- Ibn Al Jazzar et l'école médicale de Kairouan, Sousse, Faculté de médecine Ibn El Jazzar de Sousse, 1994, 135 p. (ISBN 978-9973174802).
- Itinéraires: 153 poèmes écrits de 1987 à 1993, 1995, 387 p. (ISBN 978-9973175243).
- Problèmes de notre temps : 167 poèmes écrits de 1988 à 1995, Ben Arous, Imprimerie principale, 1996, 479 p. (ISBN 978-9973176493).
- Abû Bekr Er-Razi, Rhazès : le Galien des arabes, 1997, 200 p. (ISBN 978-9973177575).
- Ibn Sina Avicenne: la vie et l'œuvre, Tunis, L'Or du Temps, 1998, 134 p. (ISBN 978-9973757432).

## Premios
- 1966: Académie Nationale de Médecine, Paris
- 1973: Premier prix intermaghrébien de médecine, Tunis
- 1984: Prix Médecine Maghreb, Paris
- 1986: Prix national de la vulgarisation scientifique, Tunis
- 1992: Prix international de psychiatrie de la Fondation Saugstad (shared), Oslo